# I Never Liked You
I Never Liked You è il nono album in studio del rapper statunitense Future, pubblicato il 29 aprile 2022 dalla Epic Records e Freebandz.
La produzione dell'album ha visto la partecipazione di diversi produttori, tra cui ATL Jacob, FnZ, Southside, Taurus, TM88, e Wheezy. Nell'album compaiono diverse collaborazioni con altri artisti, quali Kanye West, Gunna, Young Thug, Kodak Black, Drake e Tems.

## Registrazione
L'album è stato registrato presso gli studi newyorkesi Jungle City.

## Tracce
1. 712PM – 2:53
2. I'm Dat Nigga – 4:32
3. Keep It Burnin (feat. Kanye West) – 3:27
4. For a Nut (feat. Gunna e Young Thug) – 3:28
5. Puffin on Zootiez – 2:53
6. Gold Stacks – 2:42
7. Wait for U (feat. Drake e Tems) – 3:10
8. Love You Better – 2:10
9. Massaging Me – 1:46
10. Chickens (feat. EST Gee) – 3:15
11. We Jus Wanna Get High – 2:13
12. Voodoo (feat. Kodak Black) – 3:31
13. Holy Ghost – 2:50
14. The Way Things Going – 3:00
15. I'm on One (feat. Drake) – 3:56
16. Back to the Basics – 2:57

Edizione deluxe
1. No Security (feat. Babyface Ray) – 2:41
2. Like Me (feat. 42 Dugg e Lil Baby) – 2:13
3. Affiliated (feat. Lil Durk) – 3:04
4. Stayed Down (feat. Young Scooter) – 2:52
5. Worst Day – 3:07
6. Just the Beginnig – 2:53

## Classifiche

### Classifiche settimanali
| Classifica (2022) | Posizione massima |
| ----------------- | ----------------- |
| Australia         | 1                 |
| Austria           | 3                 |
| Belgio (Fiandre)  | 10                |
| Belgio (Vallonia) | 18                |
| Canada            | 1                 |
| Danimarca         | 5                 |
| Finlandia         | 13                |
| Francia           | 19                |
| Germania          | 13                |
| Irlanda           | 6                 |
| Italia            | 36                |
| Lituania          | 1                 |
| Norvegia          | 5                 |
| Nuova Zelanda     | 1                 |
| Paesi Bassi       | 2                 |
| Regno Unito       | 2                 |
| Spagna            | 50                |
| Stati Uniti       | 1                 |
| Svezia            | 23                |
| Svizzera          | 3                 |

### Classifiche di fine anno
| Classifica (2022) | Posizione |
| ----------------- | --------- |
| Canada            | 38        |
| Islanda           | 80        |
| Stati Uniti       | 12        |
| Classifica (2023) | Posizione |
| Stati Uniti       | 32        |